# Тадж аль-Мульк
Тадж аль-Мульк Абу’л Ганаем Марзбан ибн Хосров Фируз Ширази (перс: تاج‌الملک ابوالغنائم مرزبان بن خسرو فیروز), более известный просто как Тадж аль-Мульк (تاج الملک), был придворным сельджуков во времена правления Мелик-шаха I и его сына Баркиярука. Персидского происхождения, он неофициально был визирем Империи Сельджуков не более 7 месяцев.

## Жизнь
Он неофициально стал визирем империи Сельджуков после смерти Мелик-шаха I. Тадж аль-Мульк происходил из старинной дворянской семьи из региона Фарс. О его жизни до его поста в правительстве Сельджуков известно немногое, но биографы хвалили его за компетентность, знания и беглую речь, что показывает, что у него было достаточно образования. Сначала он находился на службе у Имада ад-Довлы Саутекина, местного сельджукского эмира. Впечатленный компетентностью Тадж аль-Мулька, эмир представил его Мелик-шаху I, и тот вошёл во двор.

## Визирь

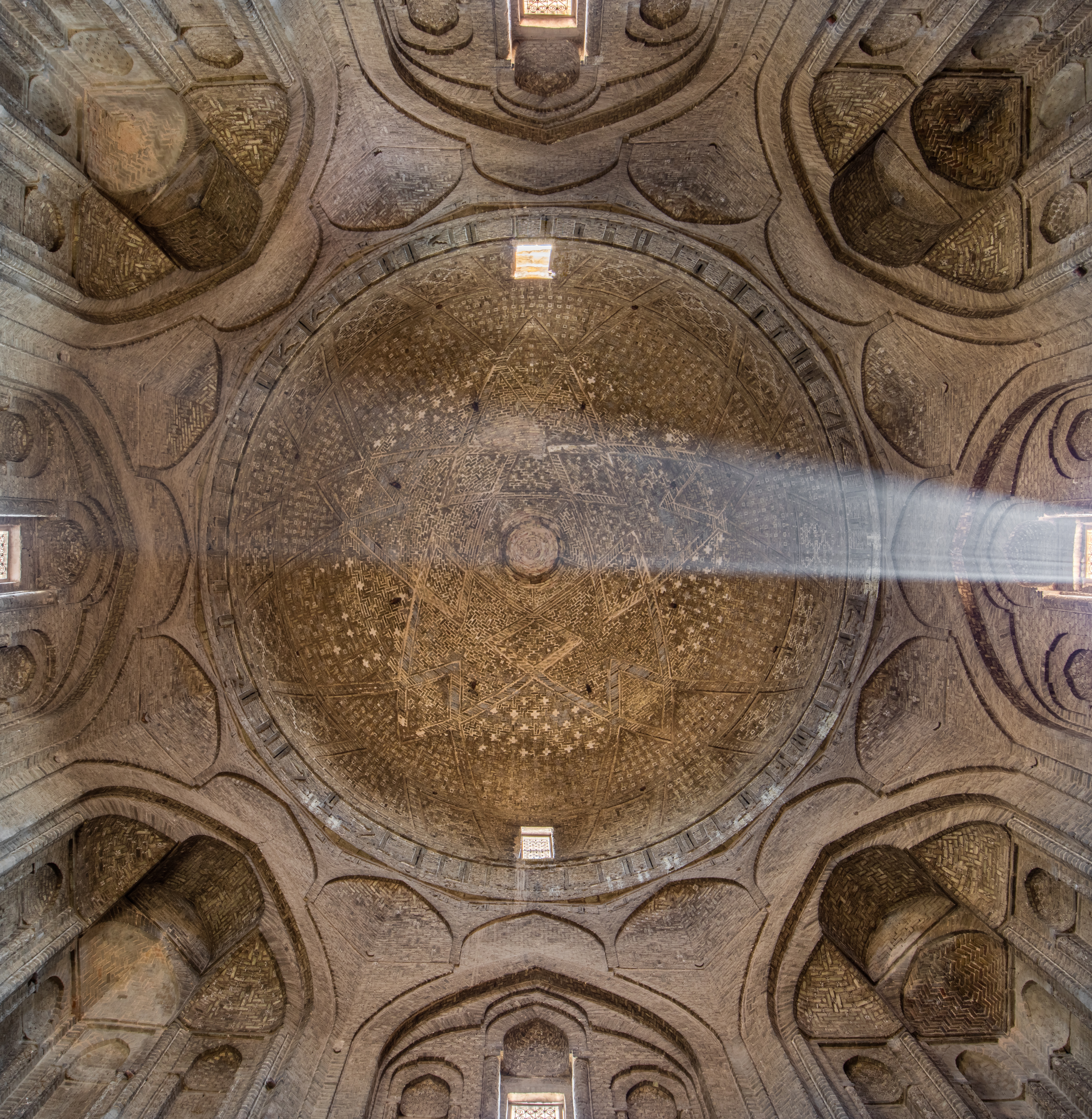
Северный купол пятничной мечети Исфахана, Иран, добавленный в 1088—1089 годах сельджукским визирем Тадж аль-Мульком.

Судя по первоисточникам, похоже, он изначально намеревался стать визирем. Заручившись поддержкой Туркан-хатун, он построил гробницу шейха Абу Исхаки Ширази и школу в Багдаде (известную как Медресе Таджия), чтобы заручиться некоторой поддержкой масс. Он медленно и осторожно начал свою оппозицию Низаму аль-Мульку. С помощью некоторых других придворных его целью было свергнуть Низама аль-Мулька, хотя Низам аль-Мульк не воспринимал их всерьез, а сам султан не смог свергнуть Низама аль-Мулька.
Наконец он получил шанс усилить разногласия между Низамом аль-Мульком и Мелик-шахом I. Хотя и Низам аль-Мульк, и Мелик-шах I были согласны с будущим султаном Баркияруком, Тадж аль-Мульк поддержал Махмуда, ребёнка Туркан-хатун.

## Исмаилиты
Некоторые первоисточники, такие как Абд аль-Джалиль Казвини Рази, утверждали, что он был исмаилитом, и упоминали историю о его договоре с Хасаном ибн Саббахом, что объясняет его враждебность к Низаму аль-Мульку. Кроме того, Низам аль-Мульк в своей работе «Сиасет-намэ» предостерег Мелик-шаха I о «тех, кто скрывает свои истинные цели и намерен свергнуть визиря и аббасидского халифа».
Ему было поручено доставить резкое письмо султана Мелик-шаха I Низаму аль-Мульку, на которое Низам аль-Мульк также ответил резкими словами. Мелик-шах I, разгневанный резкими словами Низама аль-Мулька, готовился к поездке в Багдад. Когда они достигли Нехавенд, Низам аль-Мульк был убит агентом-исмаилитом. В первоисточниках прямо упоминается, что убийство Низама аль-Мулька было организовано Тадж аль-Мульком, что делает вероятным, что Мелик-шах I знал об этом.
Свержение Низама аль-Мулька стало победой как для Туркан-хатун и её сторонников, так и для исмаилитов, пользовавшихся поддержкой Тадж аль-Мулька. Когда султан достиг Багдада, Тадж аль-Мульк запретил солдатам входить в дома населения Багдада и грабить город. Он также купил десять дней для аль-Муктади, которому пришлось покинуть город по приказу Мелик-шаха I. Но последующие события сложились не в пользу Тадж аль-Мулька. Мелик-шах I внезапно скончался, всего через месяц и несколько дней после смерти Низама аль-Мулька. В следующей гражданской войне между Баркияруком (официальным наследником) и Мелик-Махмудом (поддержанным Туркан-хатун) последний потерпел поражение в битве под Боруджердом. Тадж аль-Мульк был арестован, и Баркиярук (который осознавал его компетентность) сначала решил предоставить ему пост визиря, но он был убит сторонниками Низама аль-Мулька, считавшими его ответственным за смерть Низама аль-Мулька.